# Nyssa (Oregon)
Nyssa – miasto w Stanach Zjednoczonych, we wschodniej części stanu Oregon, w pobliżu granicy z Idaho w hrabstwie Malheur. Miasto leży nad rzeką Snake, a klimat według klasyfikacji Köppena jest zimnym klimatem stepowym (Bsk). Ludność — 3163 mieszkańców (2000).